# Tabula Traiana
La Tabula Traiana o Tabla de Trajano es una losa con una inscripción en latín  dedicada al emperador Trajano, grabada sobre una pared de roca tallada especialmente sobre las Puertas de Hierro en el Danubio. Hoy día se ubica junto con otros restos arqueológicos romanos en el parque nacional Đerdap, cerca de Kladovo, en Serbia.

## Historia
La inscripción data de alrededor de los años 100 al 103, conmemorando el cruce del Danubio y la expedición contra los dacios por parte de Trajano. Trazando una ruta desde Singidunum (Belgrado), Trajano alcanzó el Danubio y encargó a su ingeniero Apolodoro de Damasco construir el Puente de Trajano, cuyas ruinas aún existen, gran puente hecho por los romanos para cruzar a la Dacia y  conquistarla.
Con la construcción de una presa en el río en 1972, las ruinas se veían en peligro de ser anegadas por la subida de nivel del agua embalsada por la presa. Ya desde antes, las aguas del Danubio frecuentemente cubrían bajo su nivel los restos romanos del lugar. Por ello se decidió recortar la roca que contenía la inscripción y remontarla 50 metros más alto, de modo que permaneciese visible tras la subida de nivel del río.

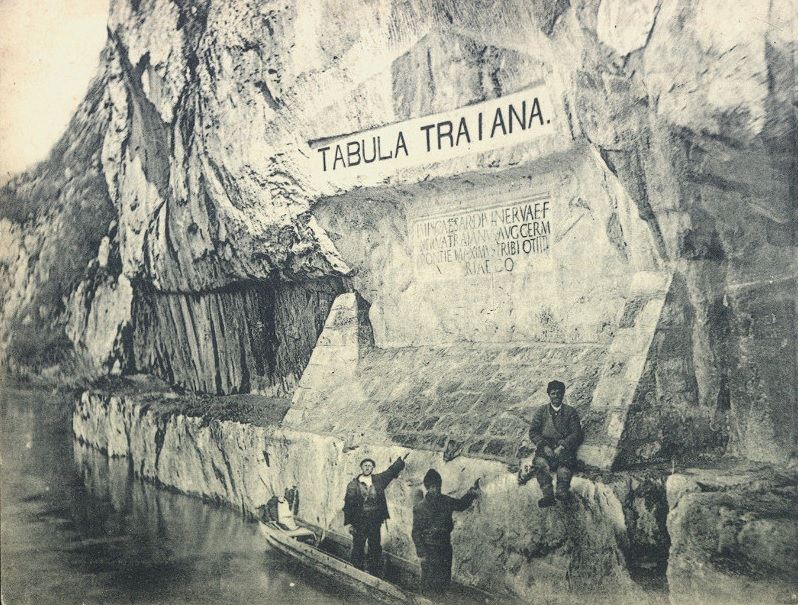
El monumento en 1908.

## Descripción
El monumento se compone de una gran lápida tallada en la misma roca, de 3,20 metros de largo y 1,80 de alto, adornado con dos delfines alados, rosas de seis pétalos y un águila de alas desplegadas. Está protegido por una especie de frontón con la inscripción moderna en relieve de « TABULA TRAIANA ».
La inscripción en sí consta de seis líneas en caracteres o letras capitales romanas (el texto original fue en parte borrado por la erosión):
Texto literal:
IMP CAESAR DIVI NERVAE F
NERVA TRAIANVS AUG GERM
PONTIF MAXIMVS TRIB POT IIII
PATER PATRIAE COS III
MONTIBVS EXCISI. ANCO..BVS
SVBLATIS VIA .E.
Reconstrucción del texto original en latín:
« IMP(erator) CAESAR DIVI NERVAE F(ilius)
NERVA TRAIANVS AUG(ustus) GERM(anicus)
PONTIF(ex) MAXIMVS TRIB(unicia) POT(estate) IIII
PATER PATRIAE CO(n)S(ul) III
MONTIBVS EXCISI[s] ANCO[ni]BVS
SVBLAT[i]S VIA[m r]E[fecit] »
Traducción:
El César emperador, hijo del divino Nerva,
Nerva Trajano Augusto, vencedor de los germanos,
Máximo Pontífice, investido cuatro veces de la potestad tribunicia,
Padre de la patria, cónsul por tercera vez,
ha cavado los montes y empotrado
el sostén para rehacer esta vía.